# Jan Jakowicz
Jan Jakowicz (ur. 1878 w Sitkowicach, zm. 1969 w Warszawie) – artysta malarz posługujący się głównie techniką akwarelową.
Wykształcenie zdobył na Wyższej Szkole Handlowej im. L. Kronenberga. Malarstwo studiował w latach 1896–1898 warszawskiej Akademii Sztuk Pięknych u Henryka Piątkowskiego i później u R. de Vicka w Akademii "Royale des Beaux Arts d`Anvers" w Antwerpii. Był członkiem grupy artystycznej im. P. Rubensa. Tematami jego obrazów były przeważnie konie i pejzaże. 
Tworzył również martwe natury oraz kopie dzieł malarstwa holenderskiego. Znane są wykonane przez niego kopie obrazów Juliusza Kossaka. Laureat wielu nagród.
Wybrane dzieła: 
- Portret Walentego Abramowicza – 1921
- Zaprzęg konny – 1938
- Ułan pojący konie
- Powóz w zimie – 1950